# Спортивная гимнастика на летней Универсиаде 2019
Спортивная гимнастика на летней Универсиаде 2019 — соревнования по спортивной гимнастике в рамках летней Универсиады 2019 года пройдут с 4 июля по 9 июля в итальянском городе Неаполь, на территории спортивного зала Palavesuvio Main Hall. Будут разыграны 14 комплектов наград.

## История
Турнир по спортивной гимнастике на Универсиадах постоянно входят в соревновательную программу. Этот вид программы является обязательным для летних Универсиад.
На прошлой Универсиаде в Тайбэе победу одержала команда России, которая собрала 8 медалей, из них 3 золотых. По общему количеству завоеванных медалей на первое место вышла команда Японии, у них было 12 медалей разного достоинства.
Программа настоящих игр по сравнению с предыдущими не изменилась.

## Правила участия
Мероприятия по спортивной гимнастике будут организованы в соответствии с последними техническими правилами Международной федерации гимнастики.
В соответствии с Положением FISU, спортсмены должны соответствовать следующим требованиям для участия во Всемирной универсиаде (статья 5.2.1):
- До соревнований допускаются студенты обучающиеся в настоящее время в высших учебных заведениях, либо окончившие ВУЗ не более года назад.
- Все спортсмены должны быть гражданами страны, которую они представляют.
- Участники должны быть старше 17-ти лет, но младше 28-ми лет на 1 января 2019 года (то есть допускаются только спортсмены родившиеся между 1 января 1991 года и 31 декабря 2001 года).

## Календарь
| ЦО | Церемония открытия | ● | Квалификации | 2 | Финалы соревнований | ЦЗ | Церемония закрытия |

| Июль                  | 2 Вт | 3 Ср | 4 Чт | 5 Пт | 6 Сб | 7 Вс | 8 Пн | 9 Вт | 10 Ср | 11 Чт | 12 Пт | 13 Сб | 14 Вс | Соревнования |
| --------------------- | ---- | ---- | ---- | ---- | ---- | ---- | ---- | ---- | ----- | ----- | ----- | ----- | ----- | ------------ |
| Спортивная гимнастика |      | ●    | 1    | 1    | 2    | 10   |      |      |       |       |       |       | ЦЗ    | 14           |

## Результаты

### Мужчины
| Дисциплина           | Золото                                             | Серебро                                   | Бронза                                               |
| -------------------- | -------------------------------------------------- | ----------------------------------------- | ---------------------------------------------------- |
| Личное многоборье    | Кадзума Кая Япония                                 | Иван Стретович Россия                     | Ли Чжигай Тайвань                                    |
| Командное многоборье | Япония Кадзума Кая Какэру Танигава Ватару Танигава | Тайвань Сюй Бинцзянь Ли Чжигай Дан Цзяхун | Россия Илья Кибартас Кирилл Прокопьев Иван Стретович |
| Вольные упражнения   | Кирилл Прокопьев Россия                            | Кадзума Кая Япония                        | Какэру Танигава Япония                               |
| Кольца               | Артур Аветисян Армения                             | Винценц Хёк (AUT)                         |                                                      |
| Кольца               | Артур Аветисян Армения                             | Ибрагим Чолак (TUR)                       |                                                      |
| Параллельные брусья  | Какэру Танигава Япония                             | Иван Стретович Россия                     | Ахмет Ондер Турция                                   |
| Опорный прыжок       | Ким Хан Соль Республика Корея                      | Егор Шарамков Беларусь                    | Луис Порто Бразилия                                  |
| Конь                 | Ли Чжигай Тайвань                                  | Нариман Курбанов Казахстан                | Кадзума Кая Япония                                   |
| Перекладина          | Дан Цзяхун Тайвань                                 | Милад Карими Казахстан                    | Иван Стретович Россия                                |

### Женщины
| Дисциплина           | Золото                                            | Серебро                                                   | Бронза                                             |
| -------------------- | ------------------------------------------------- | --------------------------------------------------------- | -------------------------------------------------- |
| Личное многоборье    | Итоми Атакеда Япония                              | Ульяна Перебиносова Россия                                | Лилия Ахаимова Россия                              |
| Командное многоборье | Япония Итоми Атакеда Аико Сугихара Асука Терамото | Россия Лилия Ахаимова Татьяна Набиева Ульяна Перебиносова | Италия Карлотта Ферлито Лара Мори Мартина Риццелли |
| Вольные упражнения   | Карлотта Ферлито Италия                           | Аико Сугихара Япония                                      | Ульяна Перебиносова Россия                         |
| Бревно               | Итоми Атакеда Япония                              | Лара Мори Италия                                          | Ульяна Перебиносова Россия                         |
| Разновысокие брусья  | Итоми Атакеда Япония                              | Татьяна Набиева Россия                                    | Асука Терамото Япония                              |
| Опорный прыжок       | Марина Некрасова Азербайджан                      | Лилия Ахаимова Россия                                     | Татьяна Набиева Россия                             |

## Медальный зачёт в спортивной гимнастике
| Место | Страна           | Золото | Серебро | Бронза | Всего |
| ----- | ---------------- | ------ | ------- | ------ | ----- |
| 1     | Япония           | 7      | 2       | 3      | 12    |
| 2     | Тайвань          | 2      | 1       | 1      | 4     |
| 3     | Россия           | 1      | 6       | 6      | 13    |
| 4     | Италия           | 1      | 1       | 1      | 3     |
| 5     | Азербайджан      | 1      | 0       | 0      | 1     |
| 5     | Армения          | 1      | 0       | 0      | 1     |
| 5     | Республика Корея | 1      | 0       | 0      | 1     |
| 8     | Казахстан        | 0      | 2       | 0      | 2     |
| 9     | Турция           | 0      | 1       | 1      | 2     |
| 10    | Австрия          | 0      | 1       | 0      | 1     |
| 10    | Беларусь         | 0      | 1       | 0      | 1     |
| 12    | Бразилия         | 0      | 0       | 1      | 1     |
| Всего | Всего            | 14     | 15      | 13     | 42    |